# Próxima salida
Próxima salida es una película argentina dirigida por Nicolás Tuozzo y protagonizada por Darío Grandinetti, Pablo Rago y Mercedes Morán. Fue estrenada el 7 de octubre de 2004.

## Sinopsis
Cinco personajes de distintas edades ven modificada su vida a raíz del cierre de un ramal ferroviario.

## Reparto
- Darío Grandinetti como Carlos Velmar
- Pablo Rago como Daniel Sanabria
- Mercedes Morán como Susana de Velmar
- Ulises Dumont como Braulio
- Vando Villamil como Atilio
- Valentina Bassi como Lisa de Sanabria
- Leonor Benedetto como Doctora
- Lucrecia Capello
- Claudio Rissi como Caloiero
- Nahuel Pérez Biscayart como Abel
- Salomé Boustani como Laura
- Oscar Alegre como 'El Negrito' Gómez
- Carlos Falcone como Juan
- Oscar Di Sisto como Poggy
- Jorge Suárez como Angel